# Tâncăbești
Tâncăbești är en by i länet Ilfov i sydöstra Rumänien. Tâncăbești, som hör till kommunen Snagov, hade 1 417 invånare år 2002.
I ett skogsområde vid Tâncăbești mördades Corneliu Zelea Codreanu den 30 november 1938.